# 4629-es mellékút (Magyarország)
A 4629-as számú mellékút egy közel húsz kilométer hosszú, négy számjegyű mellékút Jász-Nagykun-Szolnok vármegye középső-déli részén, Törökszentmiklóst köti össze Martfűvel.

## Nyomvonala
A 46-os főútból ágazik ki, annak 1+800-as kilométerszelvényénél, Törökszentmiklós belterületének délkeleti szélén, nyugat-délnyugati irányban. Béla király út néven húzódik végig a G-falu nevű városrész déli szélén, majd 1,7 kilométer után egy kicsit délebbnek fordul és a Tenyői út nevet veszi fel, nem sokkal ezután pedig ki is lép a város lakott területéről.
4,2 kilométer megtétele után lépi át Törökszentmiklós és Tiszatenyő határát, utóbbi község belterületét 4,8 kilométer után éri el, települési neve onnét Köztársaság utca. A lakott terület délkeleti szélén húzódik végig, amíg az 5+700-as kilométerszelvényénél egy vasúti keresztezéshez ér: a Szolnok–Békéscsaba–Lőkösháza-vasútvonal vágányait keresztezi itt, Tiszatenyő vasútállomás térségének délkeleti végében. Néhány lépés után kiágazik belőle a 46 345-ös számú mellékút, amely az állomásra vezet, a folytatásban pedig mellé kanyarodnak nyugat felől a Szolnok–Hódmezővásárhely–Makó-vasútvonal vágányai.
A 7+700-as kilométerszelvénye táján Kengyel területére ér az út, továbbra is a vasúttal párhuzamosan, közben elhaladva a már megszűnt Ürgehát megállóhely egykori helye mellett. [Utóbbi pontos helye még tisztázást kíván, elképzelhető, hogy még tiszatenyői területen volt.] 9,4 kilométer után éri el a község belterületének északkeleti peremét, onnét annak keleti szélén húzód. A 11. kilométere után elhalad Kengyel vasútállomás mellett, majd kevéssel azután keresztezi a vágányokat, átvált azok túloldalára, és a Zrínyi Miklós út nevet veszi fel. 12,5 kilométer után elhagyja a település házait, a folytatásban egy darabig a Tisza egy holtágát kíséri, majd attól eltávolodva beér Szabadságtelep településrészre, ott a neve Malom utca. A településrész közepén elhalad Bagimajor megállóhely mellett, miután pedig, 15,5 kilométer megtételét követően kilép Szabadságtelep házai közül, szinte azonnal át is lép Rákócziújfalu területére.
Ez utóbbi település lakott területeit nem érinti, csak mezőgazdasági hasznosítású földterületei között húzódik, 16,8 kilométer után pedig eléri Martfű határát. Mintegy másfél kilométeren át a határvonalat kíséri, közben, a 18. kilométere után a hódmezővásárhelyi vasút vágányai délnek fordulva eltávolodnak tőle, majd kiágazik belőle a hatalmas kiterjedésű martfűi növényolajipari komplexum bejárati útja, 18,3 kilométer után pedig keresztezi a gyárüzem kiszolgálására létesült iparvágányt. Innentől már teljesen martfűi területen halad, míg bele nem torkollik a 442-es főútba, majdnem pontosan annak 17. kilométerénél.
Teljes hossza, az országos közutak térképes nyilvántartását szolgáló kira.gov.hu adatbázisa szerint 18,501 kilométer.

## Települések az út mentén
- Törökszentmiklós
- Tiszatenyő
- Kengyel
- (Rákócziújfalu)
- Martfű